# Loxostege euprepialis
Loxostege euprepialis là một loài bướm đêm trong họ Crambidae.